# Phönix D.III
Il Phönix D.III, designazione aziendale Typ 9, fu un caccia monoposto biplano sviluppato dall'azienda austro-ungarica Phönix Flugzeugwerke AG nei tardi anni dieci del XX secolo e prodotto, oltre che dalla stessa, anche su licenza dalla svedese Flygkompaniets tygverkstäder Malmslätt (FVM) dopo il termine della prima guerra mondiale.
Ulteriore sviluppo del precedente Phönix D.IIa, dal quale si differenziava, oltre che per un propulsore dalla maggior potenza disponibile, per alcune importanti migliorie tecniche alla velatura ed all'impennaggio, entrò in servizio nei reparti (Fliegerkompanie - Flik) della k.u.k. Luftfahrtruppen, l'aeronautica militare imperiale nelle ultime fasi del conflitto finendo la carriera operativa in Svezia, con gli esemplari costruiti localmente, nel 1930.

## Storia del progetto
Dopo che l'ufficio tecnico della Phönix Flugzeugwerke riuscì a sviluppare un modello derivato dall'Hansa-Brandenburg D.I, del quale aveva ottenuto una licenza di produzione dalla tedesco imperiale Hansa und Brandenburgischen Flugzeugwerke, realizzando il Phönix D.I, venne avviato un programma di sviluppo atto a migliorare le carenze del modello riscontrate in servizio oltre che ad adeguare le sue caratteristiche a quelle dei modelli avversari sempre più efficienti.
L'azienda, tramite uno sviluppo intermedio (il Phönix D.II) che presentava ancora delle carenze, decise di intervenire per migliorare la manovrabilità complessiva del velivolo, considerata allora fondamentale nei duelli aerei ravvicinati. A tale scopo venne introdotta una nuova velatura, dotata di alettoni oltre che sull'ala superiore anche in quella inferiore, quest'ultima ora dritta invece che dotata di, seppur minimo, angolo di diedro positivo. Anche l'impennaggio fu ridisegnato adottando un elemento verticale di maggiori dimensioni ed abbandonando quelli orizzontali lunghi ed a pianta triangolare dei precedenti modelli per una soluzione più larga. Data inoltre la disponibilità dell'ultima e più potente versione del motore Hiero 6, il nuovo modello, identificato come D.III, adottò anche quest'unità per migliorare le prestazioni generali. Altro elemento distintivo fu la modifica della sistemazione delle armi a disposizione del pilota che, pur rimanendo davanti all'abitacolo, erano ora completamente accessibili ovviando al problema del loro bloccaggio in caso di inceppamento. Per il resto il D.III risultava simile al suo diretto predecessore D.II.
Portato in volo per la prima volta nel corso del 1918, confermò la sua manovrabilità pur se a discapito della velocità massima, comparabile comunque ai modelli già in servizio. Dopo averne valutato le prestazioni lo si giudicò idoneo al servizio e le autorità militari ne autorizzarono la produzione in serie con destinazione sia ai reparti di terra che di marina.
La produzione, continuata fino al 4 novembre 1918 ed interrotta per il termine del primo conflitto mondiale, si attestò su 158 unità.

## Tecnica
Il Phönix D.III conservava l'aspetto convenzionale dei suoi predecessori ed in generale dei pari ruolo del periodo: biplano, monomotore in configurazione traente, monoposto e con carrello fisso.
La fusoliera, di sezione rettangolare raccordata dorsalmente e realizzata con struttura in legno ricoperta da pannelli in compensato, era caratterizzata dal singolo abitacolo aperto destinato al pilota protetto da un parabrezza. Posteriormente terminava in un impennaggio classico monoderiva con elemento verticale di forma allungata e dotato di piani orizzontali controventati.
La configurazione alare era biplana, con ala superiore dalla maggiore superficie ed apertura dell'inferiore, quest'ultima leggermente spostata verso coda; le due ali erano collegate tra loro da una coppia di montanti per lato, integrati da tiranti in cavetto d'acciaio.
Il carrello d'atterraggio era fisso, molto semplice, montato su una struttura tubolare al di sotto della fusoliera, dotato di ruote di grande diametro collegate da un asse rigido ed integrato posteriormente con un pattino d'appoggio.
La propulsione era affidata ad un motore Hiero 6, un sei cilindri in linea raffreddato a liquido capace di erogare, in quella versione, una potenza pari a 230 PS (169 kW), posizionato all'apice anteriore della fusoliera incassato nella struttura ed abbinato ad un'elica bipala in legno a passo fisso.
L'armamento consisteva in una coppia di mitragliatrici Schwarzlose M.16 calibro 8 mm posizionate davanti all'abitacolo che, sincronizzate, consentivano al pilota di sparare senza conseguenze attraverso il disco dell'elica.

## Utilizzatori
Austria-Ungheria
- k.u.k. Luftfahrtruppen
- k.u.k. Kriegsmarine

 Svezia
- Svenska Armén
- Svenska Flygvapnet

## Esemplari attualmente esistenti
L'unico esemplare noto arrivato ai nostri giorni è il D.III (J 1) esposto presso le strutture museali del Flygvapenmuseum, il museo dell'aeronautica militare svedese che ha sede nella Malmens flygplats, base aerea sita a Malmslätt, località nel comune di Linköping.